# 2015年1月柯洛法塔襲擊事件
2015年1月柯洛法塔襲擊事件是由博科聖地對喀麥隆軍隊位在極北區科洛法塔的基地發動襲擊的事件。緊隨著上年的衝突後，博科聖地又再度入侵喀麥隆。

## 背景
2014年，博科聖地成員對喀麥隆北部的村莊發動了多次攻擊，殺死了至少四十名政府軍，並延攬數百位民眾參加該組織。2014年12月28日至12月29日之間，此區爆發了最大規模的衝突，造成數十人死亡。

## 襲擊
2015年1月12日，博科聖地向科洛法塔外的一個喀麥隆軍營進行突襲，但被政府軍成功擊退，並有兩百名至三百名的博科聖地成員戰死，大量武器彈藥被繳獲。政府軍方面則有一人死亡。